# Casa Adolf Feu
La Casa Adolf Feu és una obra modernista de Barcelona protegida com a Bé Cultural d'Interès Local.

## Descripció
Aquesta casa es troba al carrer Margarit, al barri del Poble Sec. És un edifici entre mitgeres que consta de planta baixa, entresol, principal, cinc pisos i terrat. Hi ha dos habitatges per planta, excepte l'entresòl que només en té ú. A la planta baixa s'obren tres portes d'arc rebaixat amb les llindes profusament decorades amb relleus vegetals. Als pisos superiors s'obren quatre portes als balcons per planta (excepte la ùltima) que segueixen els mateixos eixos longitudinals; són allindanades i, com les de la planta baixa, tenen les llindes decorades amb motius vegetals. El principal està ocupat per un gran balcó corregut, de formes ondulants, amb la barana de pedra molt decorada: unes cintes de línies corbes es barregen amb boles, llaços i garlandes de roses. Al primer pis també hi ha un balcó corregut de formes ondulants però aquí la barana és de ferro forjat. Al segon pis hi ha dos balcons dobles de característiques similars, al tercer pis hi ha balcons individuals als extrems i un doble al centre. Al quart pis tots els balcons són individuals i tenen les mateixes línies ondulants i barana de ferro forjat que els dels pisos inferiors. El cinquè pis no s'obre al carrer, té dues finestres que donen al terrat. El parament és de carreus regulars d'acabat rugós. El coronament de la façana té una forma corba i està decorat amb relleus vegetals i garlandes.